# Punta Venezia
Rocce Fourioun – szczyt w Alpach Kotyjskich, części Alp Zachodnich. Leży na granicy między Włochami (regionie Piemont) a Francją (region Prowansja-Alpy-Lazurowe Wybrzeże). Szczyt można zdobyć drogami ze schronisk Rifugio Vitale Giacoletti (2741 m) we Włoszech oraz Refuge du Viso (2460 m) we Francji.